# پلوتون (مادر تانتالوس)
پلوتون یا پلوتو (انگلیسی: Plouto) در اسطوره‌شناسی یونانی، (یونانی باستان): پلوتو به معنای "ثروت") مادر تانتالوس، معمولاً از طریق زئوس بود. از تمولوس نیز به عنوان پدر تانتالوس نام برده شده‌است. بر اساس گفته‌های یولیوس هیگینوس، پدر پلوتو هیماس بود، در حالی که منابع دیگر پدرش را کرونوس (اسطوره) می‌دانند.